# Acanthobothrium filicolle
Acanthobothrium filicolle, vrsta plošnjaka (Platyhelminthes) iz razreda trakavica (cestoda), porodica Onchobothriidae. Postoje dvije podvrste Acanthobothrium filicolle benedeni Beauchamp, 1905 i Acanthobothrium filicolle paulum Linton, 1924.
Vrstu je opisao (Zschokke, 1887).